# Churrascaria

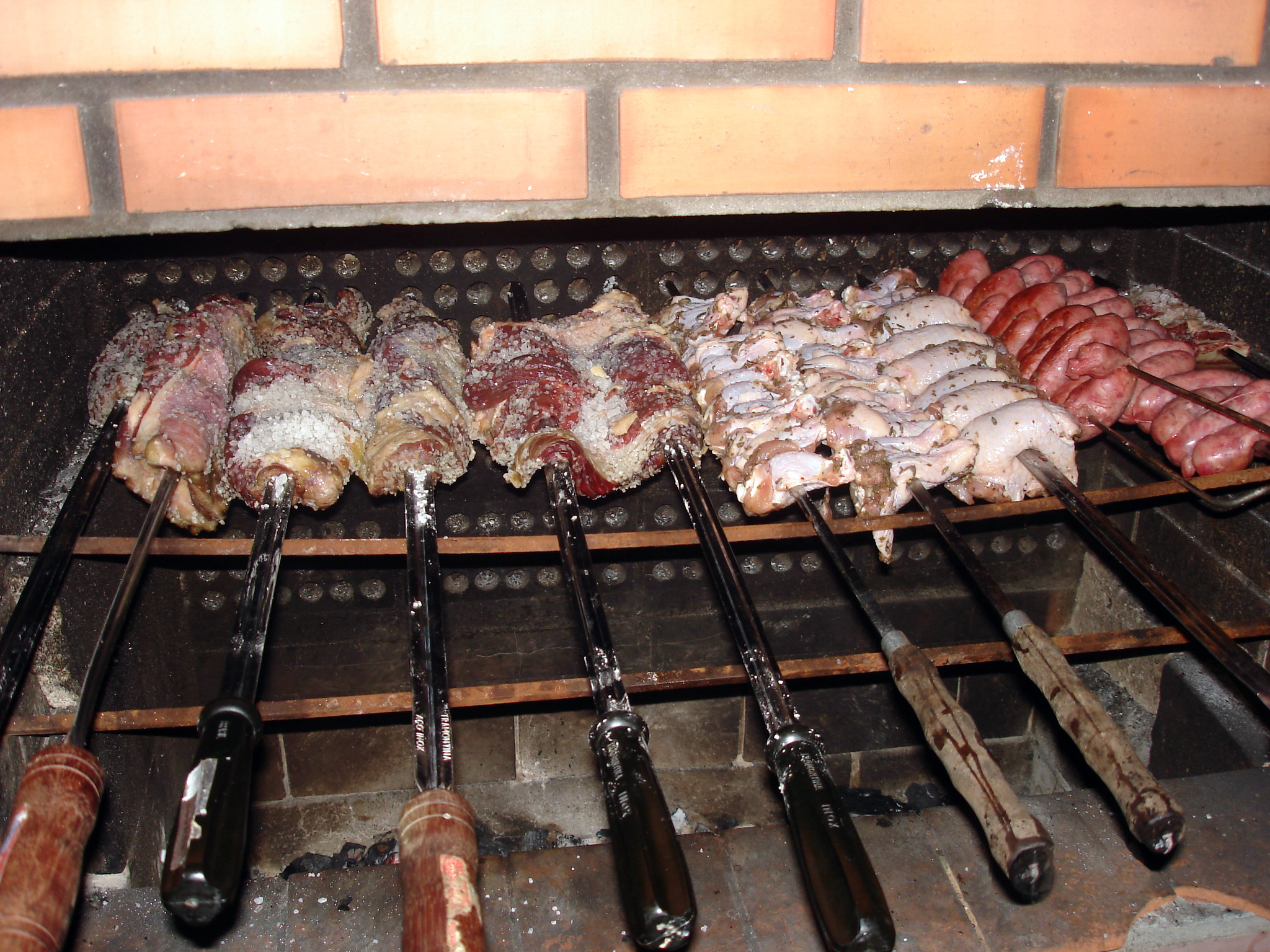
Churrasco

Churrascaria é um restaurante que prepara e serve churrasco.
No Brasil, principalmente nas regiões sul, sudeste e centro-oeste, as churrascarias são baseadas no sistema gaúcho de preparo de carnes, com forte influência da cultura do Uruguai e da Argentina, favorecida pela atividade pecuária desenvolvida na região dos pampas, uma planície localizada na região meridional do Rio Grande do Sul, Uruguai e parte da Argentina.
O prato principal é o churrasco de carne de gado bovino, acompanhado de assados de porco, ovelha, aves, além de preparados especiais, como linguiça e medalhão, por exemplo.
Nas melhores casas são encontradas as chamadas carnes exóticas, como avestruz, coelho, javali.

## Tipos de serviço
Basicamente são dois os tipos de serviço ao cliente:

### Rodízio
No sistema de rodízio de carnes, também conhecido como "espeto-corrido", garçons servem a todos os clientes os pratos disponíveis na casa, normalmente no próprio espeto (daí o nome), que escolhem a parte de seu agrado.
Existe sempre um buffet de saladas e acompanhamentos. Nas melhores casas encontram-se um serviço de antipasti.

#### História do Rodízio
Segundo a ACHUESP - Associação das Churrascarias do Estado de São Paulo - a versão mais aceita sobre o nascimento do rodízio aconteceu em meados da década de 60 em Jacupiranga - SP na Churrascaria 477, comandada por Albino Ongaratto.
Segundo consta, num dia de churrascaria lotada de romeiros vindos da festa do Bom Jesus de Iguape, um atrapalhado garçom trocou os pedidos de várias mesas, o que gerou uma grande confusão. Assim, Albino achou por bem servir todos os espetos para todas as mesas. A ideia foi bem aceita e passou a ser rotina na casa, que agradou seus clientes e tornou-se mundialmente conhecida.
A Churrascaria 477 ainda atende no mesmo local.

### à la carte
É o sistema convencional, em que o cliente escolhe a carne, geralmente um tipo. Os acompanhamentos também vêm à mesa.

## No mundo
Apesar do sistema ter se difundido amplamente no Brasil, devido à fartura de carne existente no país, as churrascarias ganharam o mundo, onde é possível ver as tradicionais casas instaladas nos grandes centros. Muitas são de propriedade de brasileiros e algumas delas filiais de grandes redes.